# Сан-Маркос (Гватемала)
Сан-Маркос (исп. San Marcos) — город и муниципалитет в Гватемале. Административный центр одноименного департамента.
Сан-Маркос расположен на юго-западе страны примерно в 250 км к северо-западу от столицы страны — города Гватемала и в 52 км к северо-западу от г. Кесальтенанго. Вместе с г. Сан-Педро-Сакатепек создает единую агломерацию. Расположен на высоте 2398 метров над уровнем моря в горах Сьерра-Мадре-де-Чьяпас (Сьерра-Мадре). Рядом с городом проходит Панамериканское шоссе.
Население по состоянию на 2012 год составляло 46 046 человек.

## История
Город основан в 1533 году Хуаном де Леон-и-Кардона, одним из командиров испанского конкистадора Педро де Альварадо. Сан-Маркос один из первых городов, основанных испанцами в Гватемале. Назван в честь Святого Марка. В конце XVIII века местность была почти полностью разрушена землетрясениями.
Город находится в опасной сейсмической зоне. Такое местоположение приводит к тому, что землетрясения с магнитудой более 4 по шкале Рихтера происходят каждый месяц. Каждые несколько лет здесь наблюдаются толчки выше 7. Такое землетрясение произошло 7 ноября 2012 года, в результате которого погибло 44 человека и 150 получили ранения.
Сан-Маркос расположен на старом торговом пути в Мексику, что приносит, по-прежнему, экономические выгоды из-за интенсивного дорожного движения, с другой стороны, сопряжена с проблемами из-за близости мексиканско-гватемальской границы и контрабанды наркотиков и людей. К концу XX-го века Сан-Маркос стал одним из центров незаконного оборота наркотиков в Центральной Америке.
Сан-Маркос — крупный торговый центр сельскохозяйственной продукции для окружающих горных районов, где выращиваются кофе, кукуруза, пшеница и овощи. Город также известен своим текстильным производством.

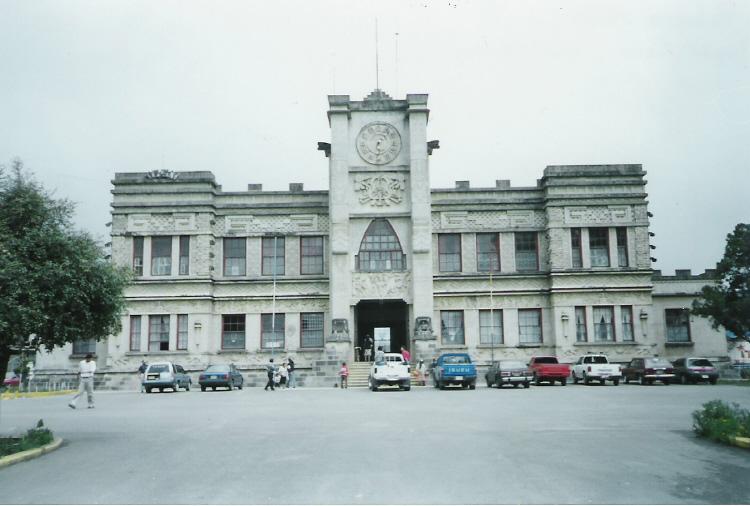
Дворец майя
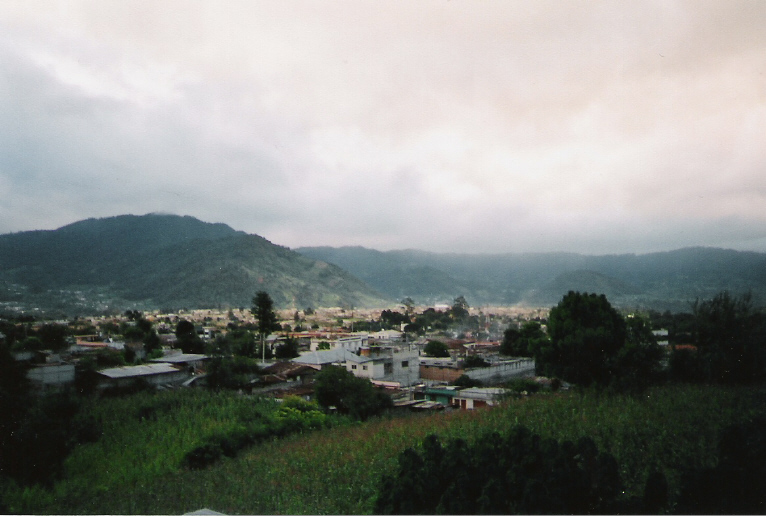
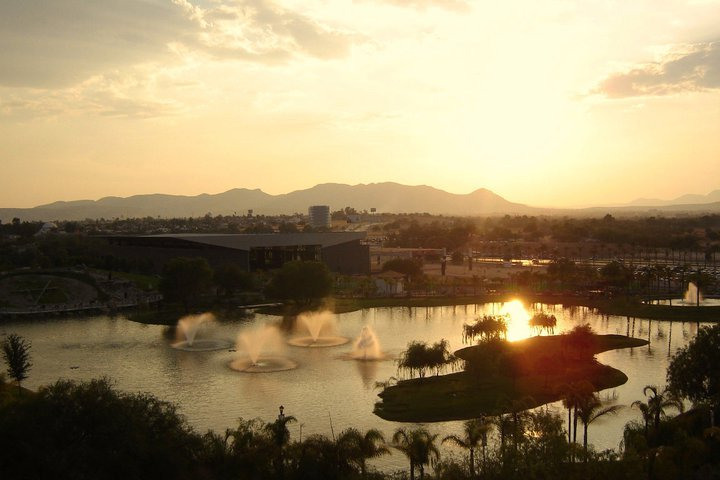
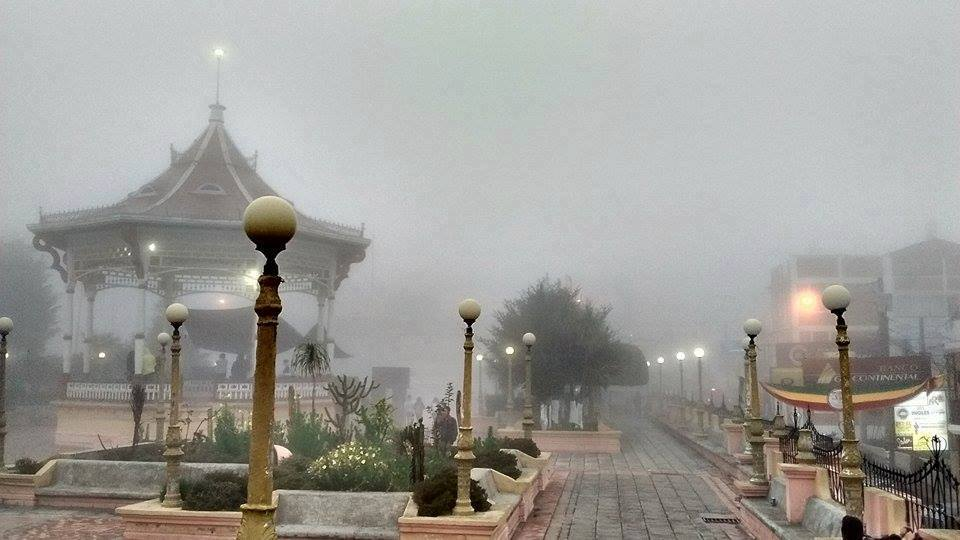
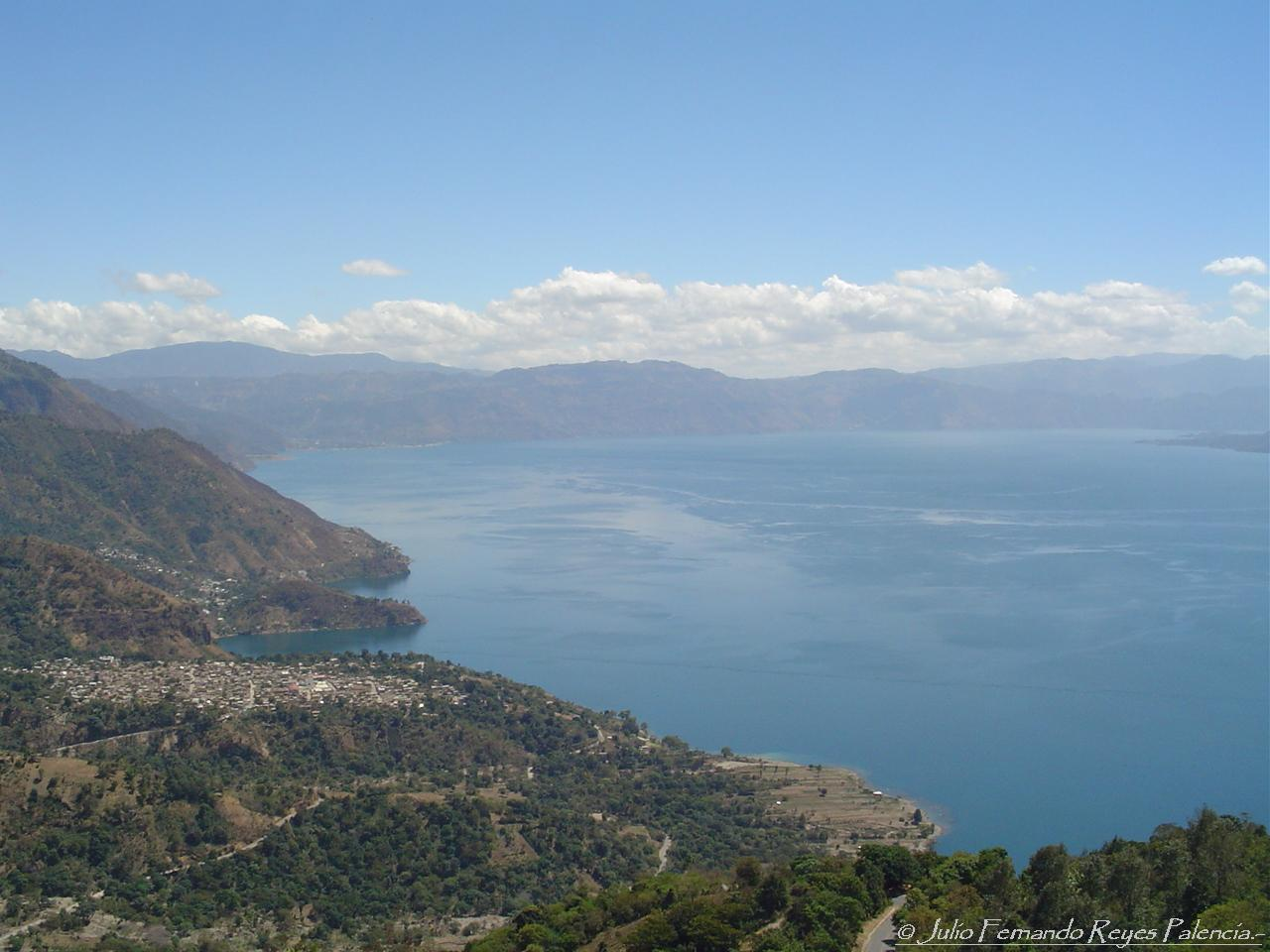